# Дубовий Гай (Коростенський район)
Дубови́й Гай — село в Україні, в Овруцькій міській територіальній громаді Коростенського району Житомирської області. Населення становить 236 осіб (2001).

## Населення

### Мова
Розподіл населення за рідною мовою за даними перепису 2001 року:
| Мова       | Кількість | Відсоток |
| ---------- | --------- | -------- |
| українська | 222       | 94.07 %  |
| російська  | 14        | 5.93 %   |
| Усього     | 236       | 100 %    |

## Історія
Збудоване як поселення пересувної механізованої колони № 157. Взяте на облік 27 жовтня 1987 року.
23 квітня 2008 року віднесене до категорії сіл. До того часу мало статус селища.
До 13 квітня 2017 року входило до складу Кирданівської сільської ради Овруцького району Житомирської області.

## Відомі люди
- Пешко Сергій Миколайович (1989—2014) — молодший сержант Збройних сил України, учасник російсько-української війни.